# Matthew S. Johnson
Matthew S. Johnson (* 14. Dezember 1966 in Crookston, Minnesota, USA) ist ein US-amerikanischer Atmosphärenphysiker. Er lehrt als Professor am Copenhagen Center for Atmospheric Research der Universität Kopenhagen.  
Johnson studierte bis 1989 Chemie am S.A. Macalester College in St. Paul Minnesota und promovierte 1995 im Bereich Physikalische Chemie am California Institute of Technology Caltech zur Spektroskopie von reaktiven Molekülen und Clusterverbindungen. 
Nach verschiedenen Stationen in Minnesota und am Caltech war er Student des Fulbright-Programms am MAX-Lab-Beschleuniger der schwedischen Universität Lund und wurde 1998 Assistenzprofessor in Kopenhagen. Im Bereich der Kinetik koordiniert er das Nordic Network for Chemical Kinetics (NoNeCK), er hat 82 Veröffentlichungen in international referenzierten wissenschaftlichen Zeitschriften.  
Johnson ist verheiratet und hat zwei Kinder.  

## Veröffentlichungen (Auszug)
- Y. Ueno, M. S. Johnson, S. O. Danielache, C. Eskebjerg, A. Pandey, N. Yoshida, Geological Sulfur Isotopes Indicate Elevated OCS in the Archean Atmosphere, Solving the Faint Young Sun Paradox, Proceedings of the National Academy of Sciences, in press, 2009.
- S. O. Danielache, S. Nanbu, C. Eskebjerg, M. S. Johnson, N. Yoshida, Carbonyl Sulfide Isotopologues: Ultraviolet Absorption Cross Sections and Stratospheric Photolysis, Journal of Chemical Physics, 131, 024307, 2009.
- E. J. K. Nilsson, O. J. Nielsen, M. S. Johnson, M. D. Hurley, T. J. Wallington, Atmospheric Chemistry of cis-CF3CH=CHF: Products of OH Radical Initiated Oxidation and Kinetics of Reactions with Chlorine Atoms, OH Radicals, and O3, Chemical Physics Letter, 473, 233 – 237, doi:10.1016/j.cplett.2009.03.076, 2009